# Batería Buona Vista
El Batería Buona Vista (en inglés: Buona Vista Battery) fue una instalación que contaba con dos armas que se construyeron durante la década de 1930 como parte de las defensas de Singapur.
A partir de mediados de 1930 hasta finales de la década, las defensas occidentales de Singapur fueron mejoradas con la adición de dos cañones en Buona Vista. A diferencia de la mayoría de las otras grandes baterías en Singapur, que tuvieron una capacidad de 360 grados para el disparo , los cañones de Buona Vista tenían un ángulo más limitado. Como resultado, estas armas no vieron acción durante la Batalla de Singapur y fueron parcialmente destruidas por los británicos en su derrota en febrero de 1942. 
Los japoneses reparar el arma Número 2 durante su ocupación de Singapur. Desde la guerra, estas estructuras han sido completamente reemplazadas por una construcción moderna y no hay restos visibles o remanentes. 